# Korn (Familie)

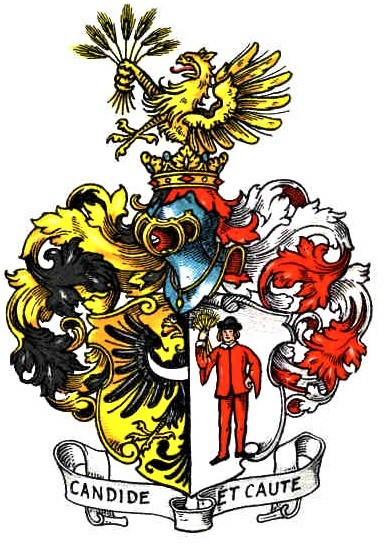
Wappen der Familie Korn

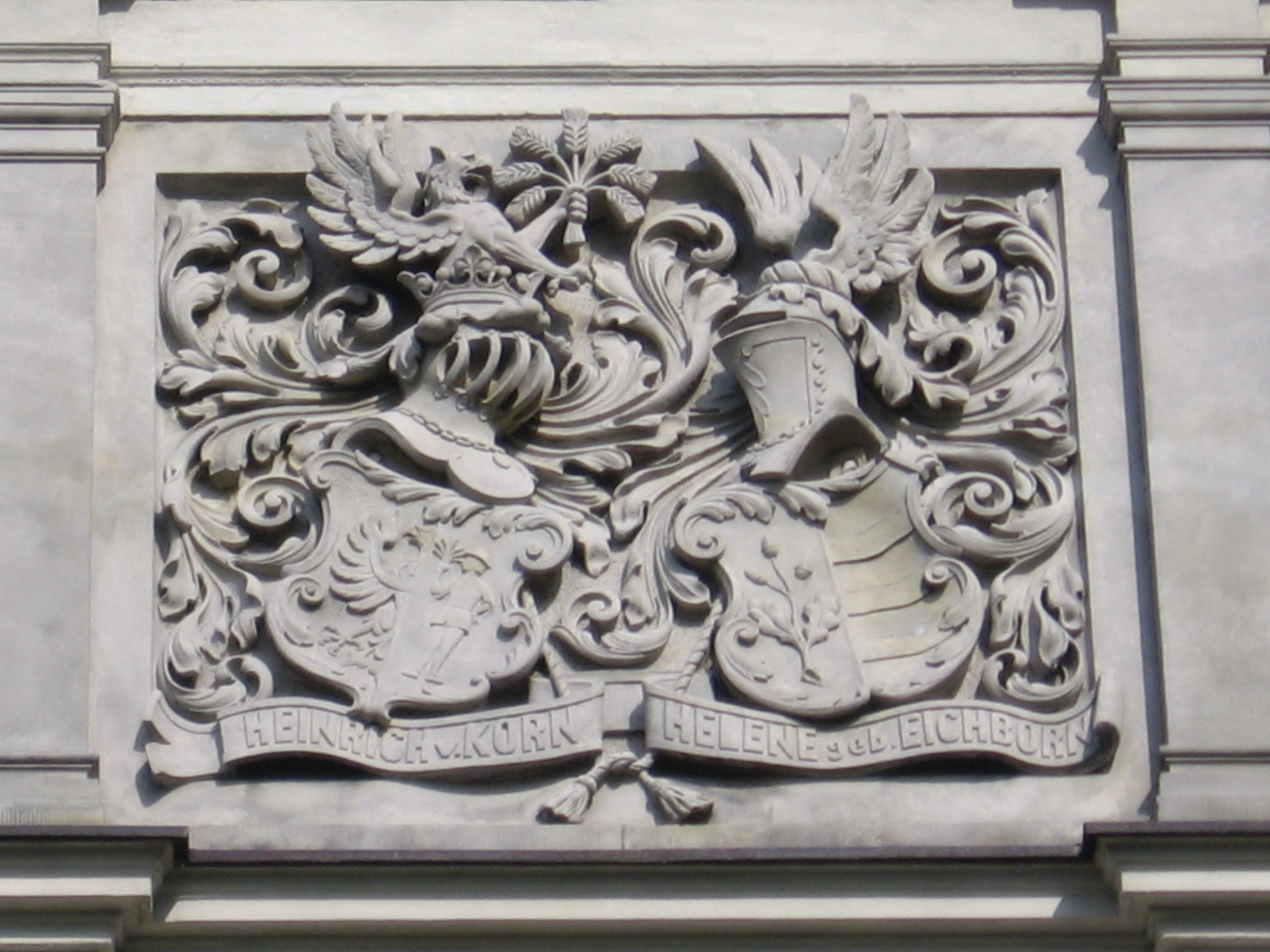
Wappen von Heinrich von Korn und Helena Eichborn auf der Vorderseite ihres Palastes

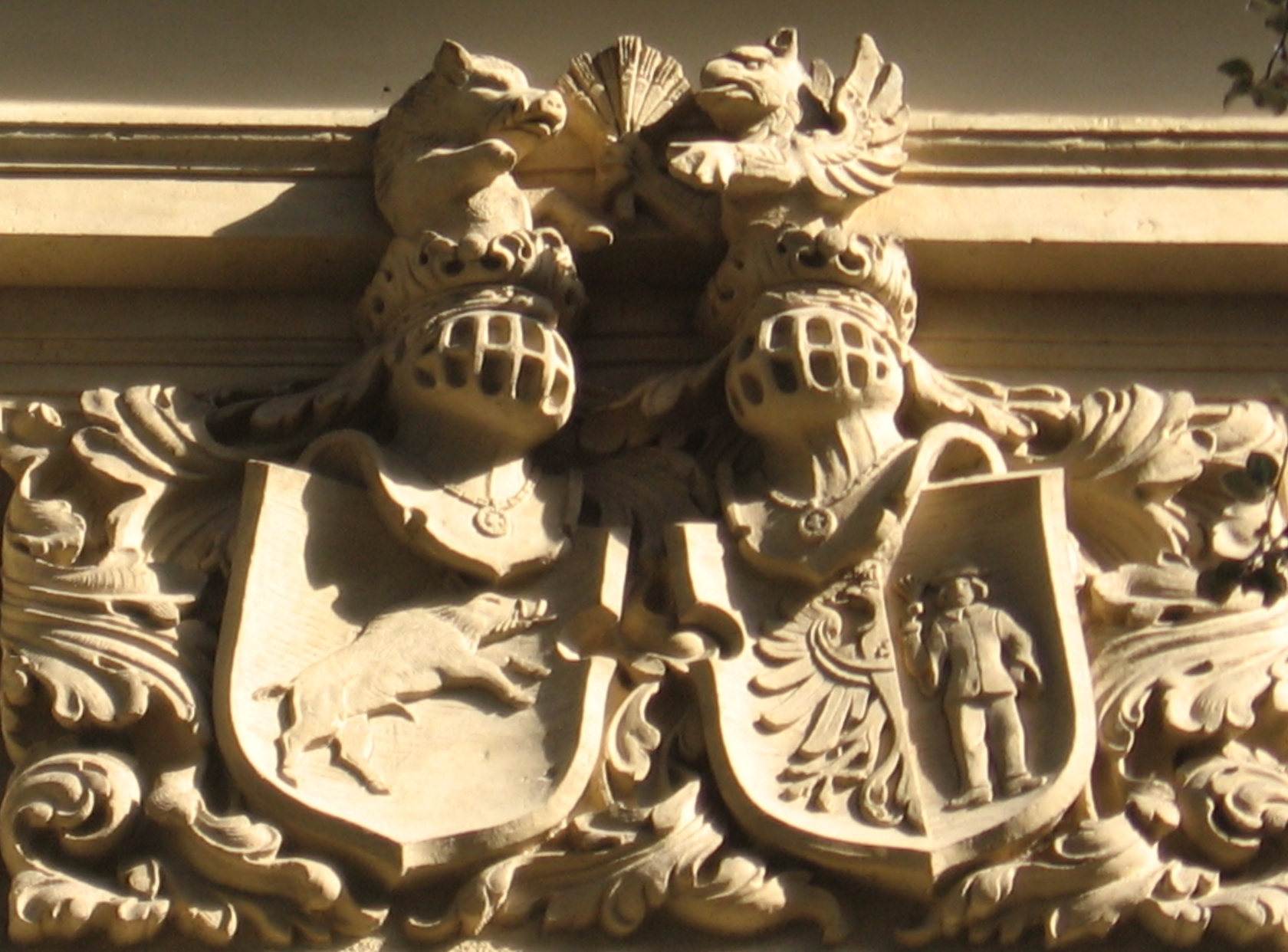
Wappen von Maria von Korn und ihrem Ehemann Konstantin von Schweinichen über dem Giebel ihres Hauses, neben dem Elternpalast

Die Familie Korn war eine von Johann Jakob Korn gegründete Breslauer Familie von Verlegern, Buchhändlern und Druckern im 18. bis 20. Jh. Ihre Unternehmen veröffentlichten unter anderem Publikationen, die hauptsächlich für osteuropäische Länder, insbesondere Polen, bestimmt waren. Wilhelm Gottlieb Korn, veröffentlichte polnische Lehrbücher und gründete im damaligen Polen-Litauen Buchhandlungen in Warschau, Lemberg und Posen. Er war ein Buchlieferant für König Stanislaus II. und der Universität von Vilnius.

## Familienmitglieder
- Johann Jakob Korn (1702–1756), gebürtig aus der Gegend im ehemaligen Fürstentum Coburg war Stammvater der Familie und Gründer des Korn-Verlages, Gründer der ältesten Zeitung Schlesiens der Schlesischen Zeitung
- Johann Friedrich Korn (1736–1802), Sohn von Johann Jakob; Verleger und Antiquitätenhändler
- Wilhelm Gottlieb Korn (1739–1806), Sohn von Johann Jakob; Buchhändler und Verleger
- Johann Gottlieb Korn (1765–1837), Sohn von Wilhelm Gottlieb; Buchhändler und Verleger
- Julius Korn (1799–1837), Sohn von Johann Gottlieb; Herausgeber deutscher Werke und Zeitschriften, kümmerte sich um die technische Entwicklung des Unternehmens
- Heinrich von Korn (1829–1907), Sohn von Julius; Besitzer von Papierfabriken im damaligen Sakrau bei Breslau; Unter anderem Mitbegründer des Schlesischen Museums für Kunsthandwerk und andere kulturelle Einrichtungen; Namensgeber einer Breslauer Straße (heute aleja Marcina Kromera).
- Richard von Bergmann-Korn (1885–1945), Dr. phil., Major a. D., Enkel von Heinrich, der letzte Besitzer der Firma; Gründer des Bergstadtverlages

nicht mit dem Familienunternehmen verbundene Mitglieder:
- Jobst Korn (1616– ), Ältester bekannte Vorfahr der Familie Korn, Aus Lehesten bei Saalfeld, Rotgerber, Ratsherr und Bürgermeister[1]
- Johann Jodokus (Jobst), (1644–1709), Rotgerber, Ratsherr und Bürgermeister[1]
- Friedrich Wilhelm Korn, Sohn von Wilhelm Gottlieb
- Julian Ferdinand Korn, Sohn von Wilhelm Gottlieb
- Adolf Carl Korn (1820–1902), Sohn von Julian Ferdinand; Arzt in Argentinien
- Alexander Korn (1860–1936), Sohn von Adolf Carl; Arzt und argentinischer Politiker
- Marie von Korn (1866–1955), Tochter von Heinrich

## Wappen

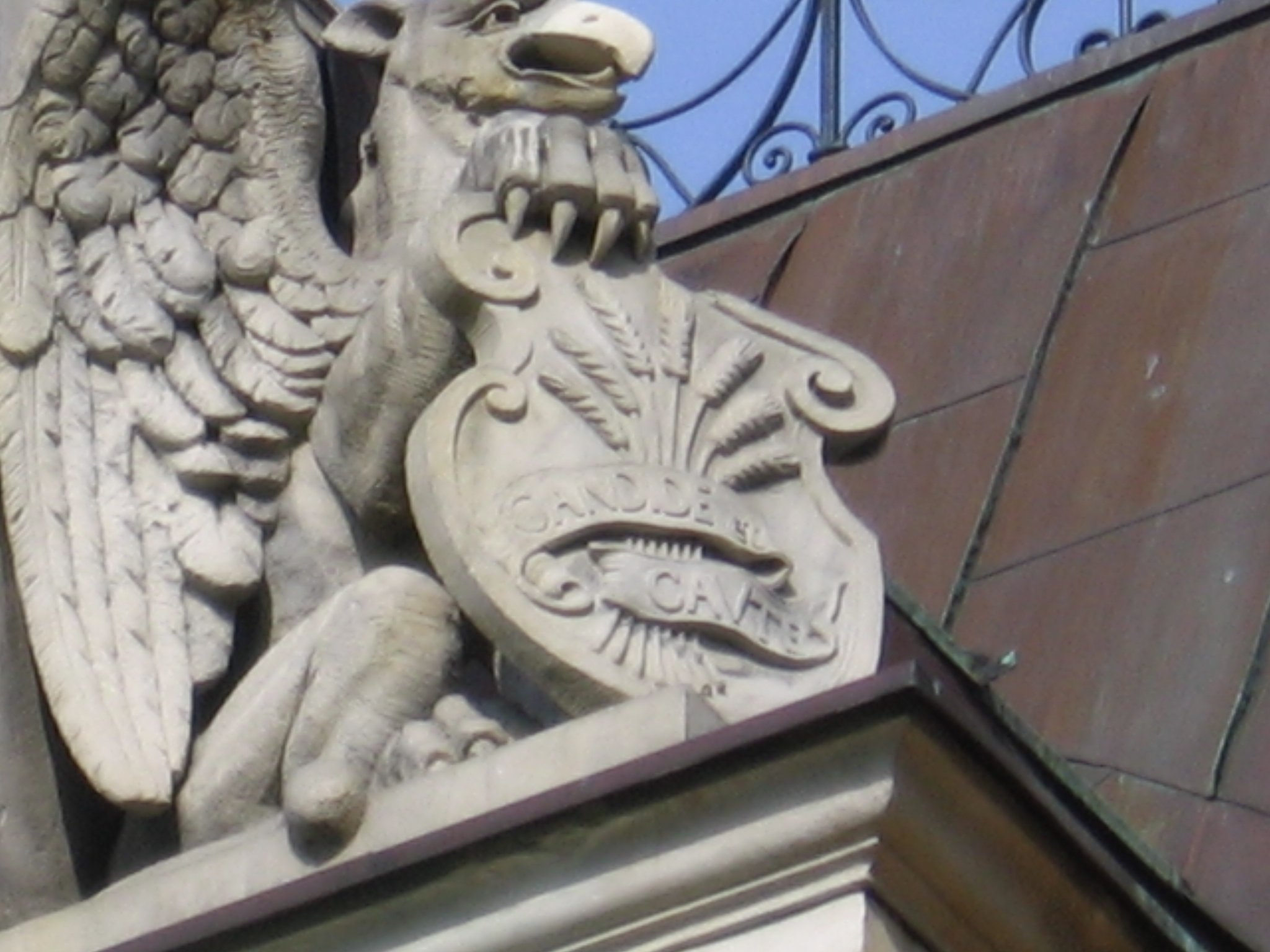
CANDIDE ET CAUTE

Das Wappen von Heinrich von Korn lautet wie folgt:
„Jedoch hält der Mann im Schilde sieben goldene Ähren empor. Auf dem gekrönten Helme ein wachsender, goldener Greif mit sieben goldene Ähren in der Rechten.“
Das Familienmotto von Korn war „CANDIDE ET CAUTE“ (Aufrichtig und vorsichtig); Diese Inschrift erscheint auf dem Portal des Palastes in Pawlowitz und auf der Ruine des Palastes in Schönfeld.

## Schlösser

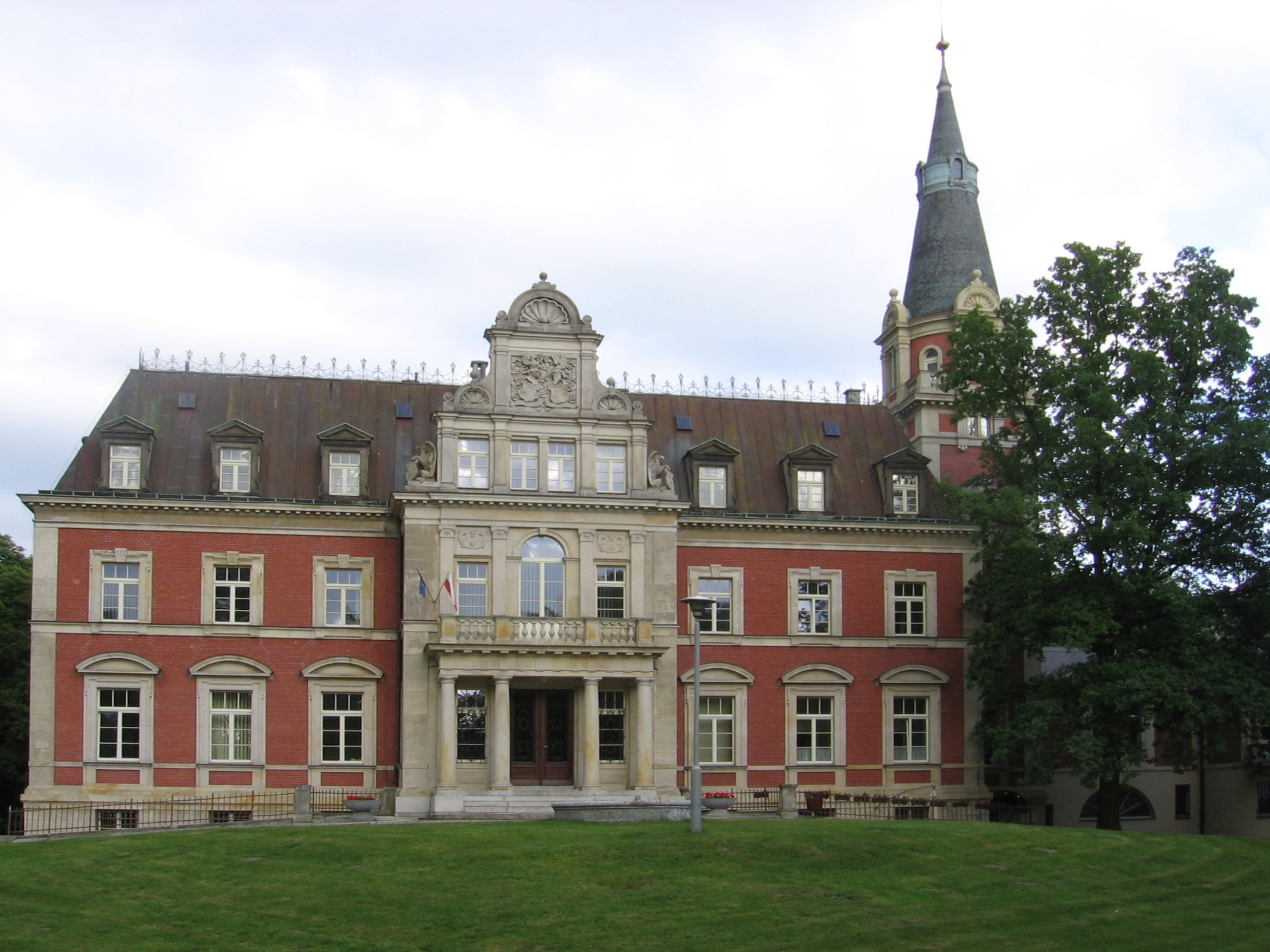
Schloss Pawelwitz

In der Gegend von Hundsfeld, erwarb Heinrich von Korn 1891 das Schloss Pawelwitz (heute beherbergt es das Überregionale Landwirtschaftskongresszentrum in Pawlowitz, Naturwissenschaftliche Universität Breslau, 1996 wurde es in das Denkmalregister aufgenommen). Im Jahr 1867 erwarb Heinrich von Korn ein weiteres Schloss in Niederschlesien, in Schönfeld. Pawelwitz kam an seine Tochter Marie von Schweinichen geb. von Korn.